# Abdeel
Abdeel (auch Abdeël) ist ein Mann aus dem Alten Testament der Bibel. Er ist der Vater des Schelemjas, einer der drei Männer, die König Jojakim aussandte,  den Propheten Jeremia und dessen Sekretär Baruch festzunehmen (Jer 36,26 ). In (Gen 25,13 ) wird von einem weiteren Adbeel berichtet, welcher der Sohn Ismaels ist und nach Ismaels Tod zu einer der zwölf Fürsten wird.

## Bedeutung
Abdeel bedeutet Diener (Knecht) Gottes.